# Національний природний парк «Нижньодніпровський»

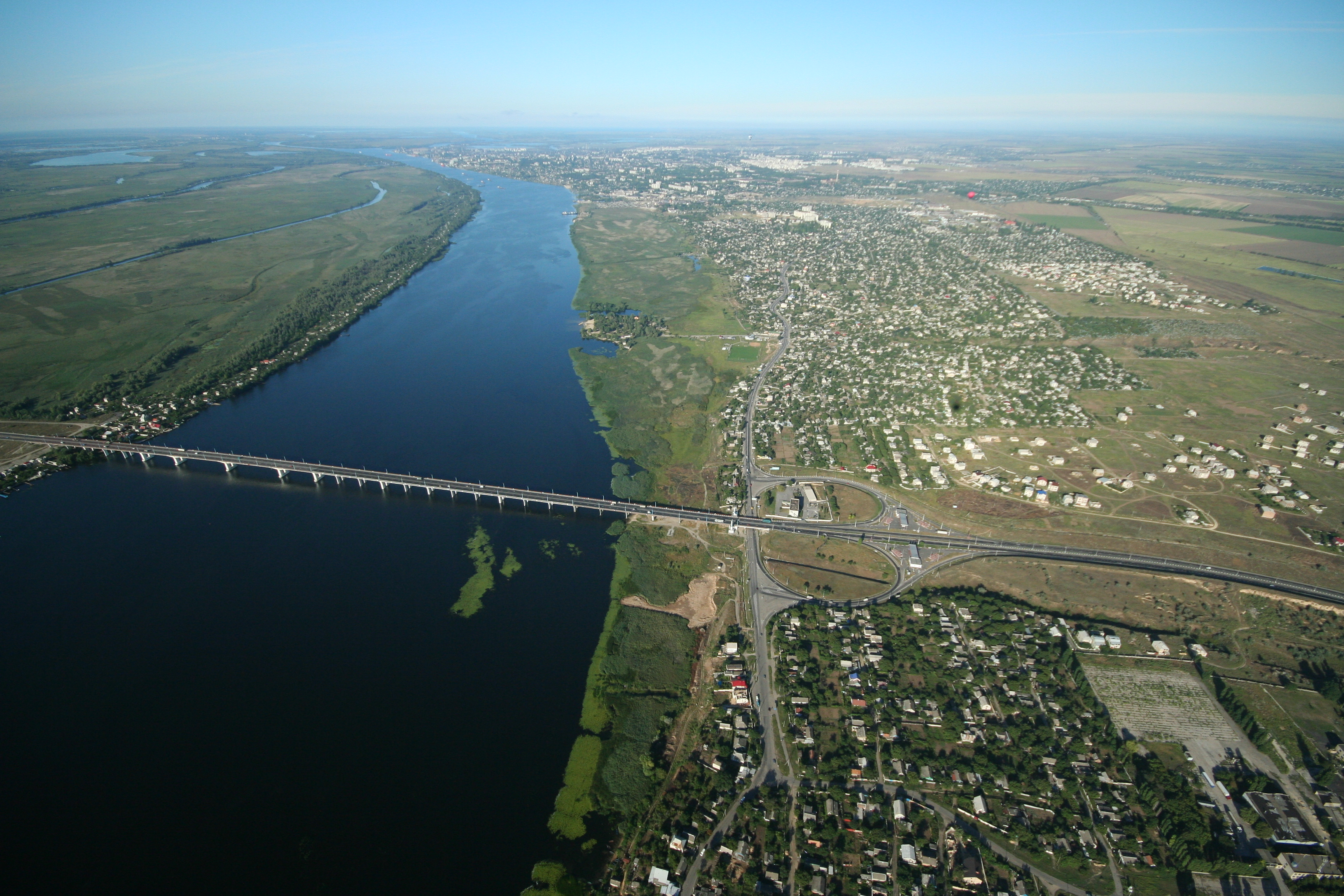
Панорама Херсона та прилеглих територій

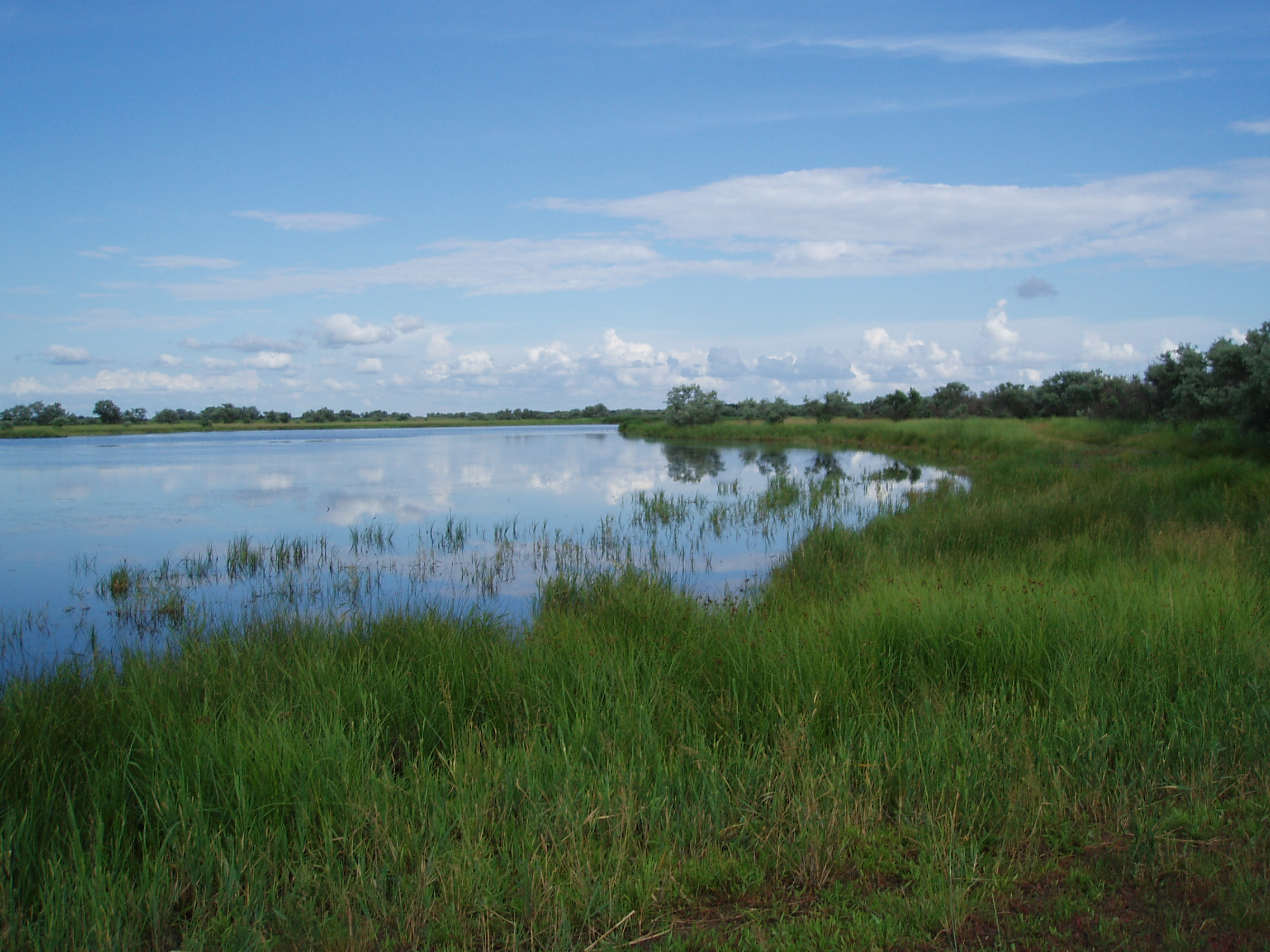
Збурьєвський Кут у плавнях Дніпра

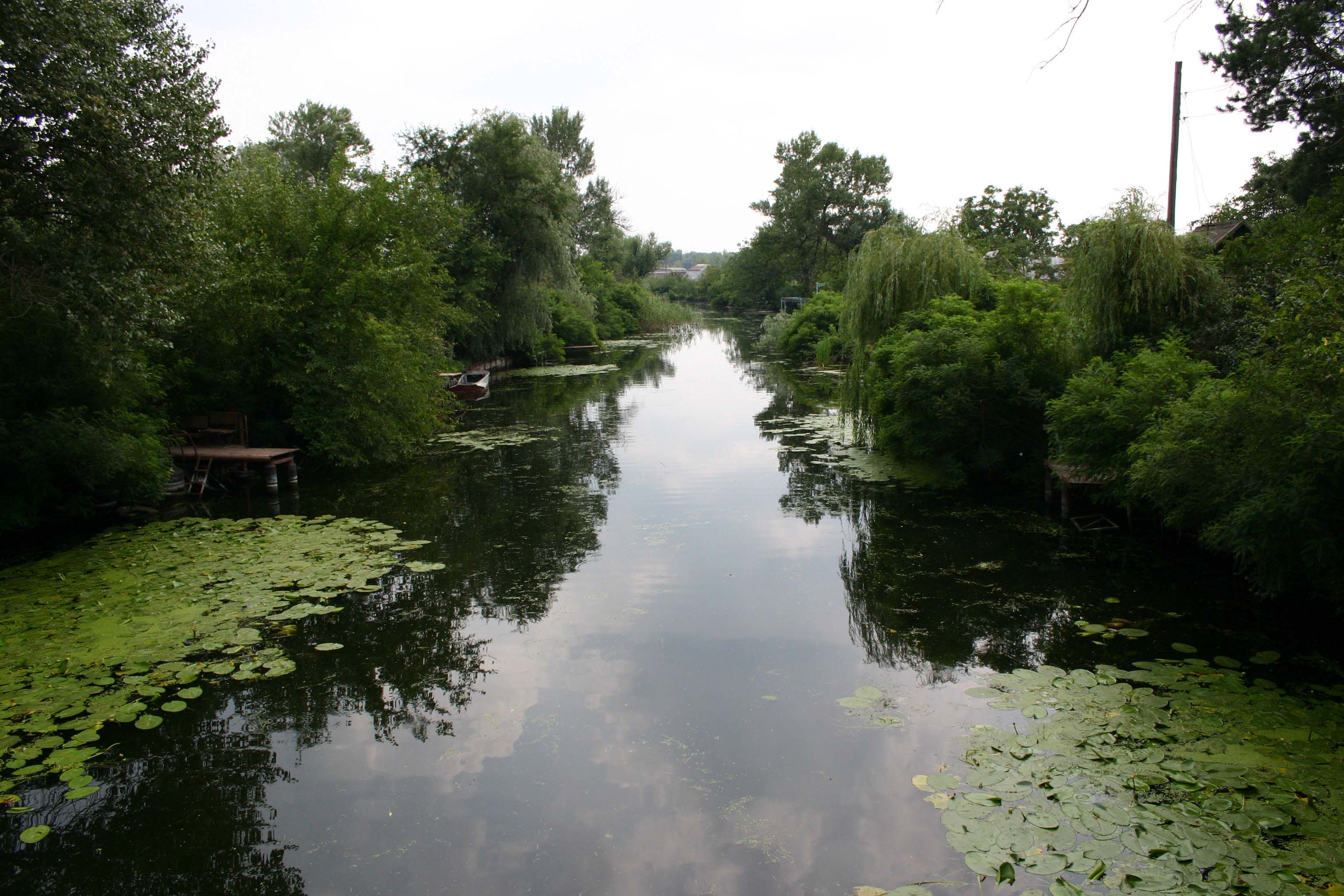
Дельта Дніпра біля Херсона

Національний природний парк «Нижньодніпровський» — природоохоронна територія у Херсонській області, створена 24 листопада 2015 року.
Розташований на території Бериславського, Білозерського, Голопристанського та Олешківського районів, міст Херсона та Нової Каховки.
До території національного природного парку «Нижньодніпровський» погоджено в установленому порядку включення 80177,80 гектара земель державної власності, а саме: 14479,80 гектара земель державної власності, які надаються національному природному парку в постійне користування, у тому числі з вилученням у землекористувачів, згідно з додатком 1, та 65698,00 гектарів земель державної власності, які включаються до території національного природного парку без надання йому в постійне користування.
Парк був повністю затоплений 7 та 8 червня 2023 року внаслідок катастрофи після підриву Каховської ГЕС.

## Природна цінність
Територія НПП «Нижньодніпровський» — одна з найцінніших природних заплавно-літоральних комплексів в Європі. Лише в нижній течії — від Каховської ГЕС до Дніпровсько-Бузького лиману річка Дніпро зберегла свій відносно природний стан.
У дельті Дніпра і на прилеглих територіях збереглися типові та рідкісні угруповання заплавних лісів, боліт, лук, піщаних степів, степових схилів Дніпра та балок, відслонень гірських порід, в тому числі 12 рідкісних типів рослинності, які включені до Зеленої книги України. У ценозах відмічено 71 вид тварин, 32 види росли, що включені до Світового Червоного списку МСОП, до Європейського Червоного списку, до Червоної книги України, до Червоного списку Херсонської області.
Тут розташовані уже існуючі об'єкти природно-заповідного фонду України та водно-болотне угіддя міжнародного значення «Дельта р. Дніпро» (Рамсарські угіддя).

## Історія
Про необхідність створення заповідного об'єкту йдеться в наукових працях, починаючи з 20-х років минулого сторіччя.
Законом України «Про Загальнодержавну програму формування національної екологічної мережі України на 2000–2015 роки» та Указом Президента України від 1 грудня 2008 року № 1129/2008, постановлено обласній державній адміністрації та уповноваженому органу Мінприроди України Державному управлінню охорони навколишнього природного середовища в Херсонській області (далі — Держуправління) забезпечити підготовку пакету документів, щодо створення в області національного природного парку (далі-НПП).
Так, протягом 2008–2011 років спеціалістами Держуправління, вченими Херсонського державного університету (Бойко М. Ф., Ходосовцев О. Є., Мойсійєнко І. І., Пилипенко І. О.), громадськістю (Худолєй В. М., Підгайний М.М) велася робота над збіром матеріалів для подальшого заповідання.
За результатами роботи, відповідно до вимог статей 51-53 Закону України «Про природно-заповідний фонд України» Держуправлінням підготовлено проєкт створення НПП, який був узгоджений з первинними землекористувачами, на території яким заплановано заповідання та за підписом заступника голови обласної державної адміністрації листом від 23 грудня 2011 року № 405-9815/0/8-11/45/405 проєкт створення НПП було направлено до Мінприроди на узгодження.
9 лютого та повторно 24 липня 2012 зазначений проєкт повернуто на доопрацювання, а саме: оригінал погодження Голопристанської РДА, погодити картографічні матеріали, в першу чергу з Херсонським обласним управлінням лісового та мисливського господарства та його підприємствами. Проте, обласне управління лісового та мисливського господарства не тільки не погодив відповідний картографічний матеріал, а й листом від 02 липня 2012 року № 01-03/267 відізвав свого попереднє письмове погодження.
Натомість активна громадська кампанія призвела до отримання необхідних погоджень та створення національного парку.
НПП створений Указом Президента України від 24.11.2015 № 657/2015 "Про створення національного природного парку «Нижньодніпровський»

### Російсько-українська війна

#### Катастрофа у червні 2023 року
Після знищення Каховської ГЕС води Каховського водосховища затопили весь Нижньодніпровський природний парк.
Рівень води біля островів піднявся на 3,5 метра по всій площі парку – близько 80 тис. га.
Підтоплення торкнулося території, де збереглися типові та рідкісні угруповання заплавних лісів, боліт, лук, піщаних степів, степових схилів Дніпра та балок, оголень гірських порід.
Через територію НПП «Нижньодніпровський» проходить один з основних міграційних шляхів птахів — Дніпровський.
У нацпарку налічується 1016 видів рослин. Усі вони постраждали через затоплення, а особливо через зсуви та перенесення водою величезного об'єму мулових мас зруйнованих порід.
Під загрозою зникнення опинилося багато тварин. Загинути на території парку можуть кабан, лань, олень благородний, козуля, заєць-русак, фазан, бобер, ондатра.
За попередніми оцінками, парк зазнав збитків на загальну суму приблизно 46,5 млрд. грн.